# Klemens (Pieriestiuk)
Klemens, imię świeckie Andriej Adamowicz Pieriestiuk (ur. 2 października?/15 października 1904 w Astrachance, zm. 14 maja 1986 w Swierdłowsku) – rosyjski biskup prawosławny. 

## Życiorys
Urodził się w rodzinie chłopskiej. Od 1917 do 1925 był posłusznikiem w monasterze Trójcy Świętej i św. Mikołaja w Ussuryjsku. W grudniu 1925 przeniósł się do wsi Wozdwiżenka, gdzie był psalmistą cerkiewnym. Od 1929 do 1931 był hipodiakonem biskupa chabarowskiego Pantelejmona oraz psalmistą w soborze w Chabarowsku. 19 grudnia 1931 złożył wieczyste śluby mnisze przed biskupem kamczackim i pietropawłowskim Nestorem, zaś 27 grudnia tego samego roku został wyświęcony na hierodiakona. 25 maja 1933 został wyświęcony na hieromnicha. W 1934 ukończył trzyletnie kursy teologiczne w Harbinie, zaś w 1937 został mnichem w monasterze Kazańskiej Ikony Matki Bożej w Harbinie. W kolejnych latach, do 1955, administrował różnymi parafiami w Chinach. W 1951 otrzymał godność archimandryty i został przełożonym monasteru w Harbinie. 
We wrześniu 1955 wrócił do Związku Radzieckiego. Arcybiskup irkucki i czitiński Palladiusz powierzył mu rok później stanowisko proboszcza parafii przy soborze Ikony Matki Bożej „Znak” w Irkucku. Następnie od 1957 do 1966 był proboszczem parafii Opieki Matki Bożej w Ussuryjsku. 
23 października 1966 został wyświęcony na biskupa swierdłowskiego i kurgańskiego. W charakterze konsekratorów w ceremonii wzięli udział patriarcha moskiewski i całej Rusi Aleksy I, metropolita kruticki i kołomieński Pimen, arcybiskup talliński i estoński Aleksy, arcybiskup Mścisław, biskup wołokołamski Pitirim oraz biskup dmitrowski Filaret. W 1977 otrzymał godność arcybiskupią. Od 1976 był ponadto locum tenens eparchii czelabińskiej. 
Trudności związane z zarządzaniem strukturami Kościoła na terytorium trzech obwodów, w tym złe relacje z miejscowymi organami państwowymi ds. religii przyczyniły się do znacznego pogorszenia stanu jego zdrowia. W 1979 hierarcha przeszedł udar mózgu, wskutek którego został całkowicie sparaliżowany i odszedł w stan spoczynku. Zmarł w 1986 i został pochowany na cmentarzu Szirorieczeńskim w Swierdłowsku. W 1994 biskup Nikon (Mironow) zdecydował o przeniesieniu jego szczątków do krypty soboru św. Jana Chrzciciela w Jekaterynburgu.